# Discovery (tour)
Discovery è un video del 1995, pubblicato dalla EMI il 7 agosto 1995, il cui contenuto è il concerto dei Pet Shop Boys tenuto a Rio de Janeiro, in Brasile, durante il loro DiscoVery Tour (il tour per la promozione dei loro album Very del 1993 e Disco 2 del 1994, da cui appunto ne deriva il nome DiscoVery)

## Tracce
1. Tonight Is Forever (Intro)
2. I Wouldn't Normally Do This Kind of Thing
3. Always On My Mind
4. Domino Dancing
5. To Speak Is A Sin
6. One In A Million miscelata con Mr. Vain
7. Paninaro
8. Rent (unplugged)
9. To Face The Truth/Suburbia (unplugged)
10. King's Cross
11. So Hard
12. Where the Streets Have No Name/Can't Take My Eyes Off You
13. Left to My Own Devices miscelata con The Rhythm of the Night
14. Do I Have To?
15. Absolutely Fabulous
16. Liberation
17. West End Girls
18. Can You Forgive Her?
19. Girls & Boys
20. It's a Sin miscelata con I Will Survive

Aggiunte speciali
1. Go West
2. Being Boring

### Cast
Pet Shop Boys: Neil Tennant, Chris Lowe
Ballerini: Flavio Cecchetto, Mirelle Diax, Paulo Henrique e Nicole Nisiotis
Corista: Katie Kissoon
Musicisti addizionali: Liliana Chachian e Oil Saville

## Il Discovery Tour
Il tour ebbe inizio il 26 ottobre 1994 a Singapore e si articolò in tre fasce, per un totale di 21 performance (di cui una cancellata, il 22 novembre a San Jose, Costa Rica). Il tour si concluse il 12 dicembre dello stesso anno a San Paolo, Brasile.

### Brani eseguiti
1. Tonight Is Forever (Intro)
2. I Wouldn't Normally Do This Kind of Thing
3. Always On My Mind
4. Domino Dancing
5. To Speak Is A Sin
6. One In A Million miscelata con Mr. Vain
7. Paninaro
8. Rent (unplugged)
9. To Face The Truth/Suburbia (unplugged)
10. King's Cross
11. So Hard
12. Where the Streets Have No Name/Can't Take My Eyes Off You
13. Left to My Own Devices miscelata con The Rhythm of the Night
14. Do I Have To?
15. Absolutely Fabulous
16. Liberation
17. West End Girls
18. Can You Forgive Her?
19. Girls & Boys
20. It's a Sin miscelata con I Will Survive

Aggiunte speciali
1. Go West
2. Being Boring
3. Euroboy solo in alcune date

## Date

### Gruppo 1: Asia
| Data       | Città     | Nazione   | Luogo        |
| ---------- | --------- | --------- | ------------ |
| 26 ottobre | Singapore | Singapore | Indoor Arena |

### Gruppo 2: Oceania
| Data        | Città     | Nazione   | Luogo                          |
| ----------- | --------- | --------- | ------------------------------ |
| 1º novembre | Perth     | Australia | Entertainment Centre           |
| 4 novembre  | Sydney    | Australia | Entertainment Centre           |
| 5 novembre  | Sydney    | Australia | Entertainment Centre           |
| 7 novembre  | Adelaide  | Australia | Entertainment Centre           |
| 8 novembre  | Melbourne | Australia | Flinders Park                  |
| 9 novembre  | Melbourne | Australia | Tennis Centre                  |
| 11 novembre | Brisbane  | Australia | Entertainment Centre           |
| 12 novembre | Canberra  | Australia | National Indoor Sports Centre  |
| 13 novembre | Newcastle | Australia | Newcastle Entertainment Centre |

### Gruppo 3: America centrale
| Data        | Città             | Nazione    | Luogo              |
| ----------- | ----------------- | ---------- | ------------------ |
| 17 novembre | San Juan          | Porto Rico | Ampitheatre        |
| 20 novembre | Città del Messico | Messico    | Auditorio Nacional |

### Gruppo 4: America meridionale
| Data        | Città             | Nazione   | Luogo               |
| ----------- | ----------------- | --------- | ------------------- |
| 25 novembre | Bogotà            | Colombia  | El Campin           |
| 28 novembre | Lima              | Perù      | San Agustin Stadium |
| 30 novembre | Santiago del Cile | Cile      | Estadio Chile       |
| 2 dicembre  | Buenos Aires      | Argentina | Opera Theatre       |
| 3 dicembre  | Buenos Aires      | Argentina | Opera Theatre       |
| 5 dicembre  | San Paolo         | Brasile   | Metropolitan        |
| 6 dicembre  | San Paolo         | Brasile   | Metropolitan        |
| 7 dicembre  | San Paolo         | Brasile   | Metropolitan        |
| 9 dicembre  | Rio de Janeiro    | Brasile   | Metropolitan        |
| 10 dicembre | Rio de Janeiro    | Brasile   | Metropolitan        |
| 11 dicembre | Rio de Janeiro    | Brasile   | Metropolitan        |
| 12 dicembre | San Paolo         | Brasile   | Olympia             |